# Frei (album LaFee)
Frei – piąty album studyjny niemieckiej piosenkarki LaFee, wydany w Niemczech 4 lipca 2011 roku w wersji digital download i 19 sierpnia 2011 roku na CD nakładem EMI oraz Capitol Records.

## Opis
Album Frei stanowił powrót LaFee po przerwie od śpiewania i występowania, trwającej od początku 2009 roku. Był nagrywany w okresie od grudnia 2010 do marca 2011 roku. Zarówno za produkcję jak i muzykę odpowiadali Peter Hoffmann i David Bonk. Teksty z kolei napisała LaFee wraz z Jennifer Kästel i Timo Sonnenscheinem. Przy okazji tworzenia albumu piosenkarka zmieniła swój wizerunek artystyczny.
Album został wydany w Niemczech 4 lipca 2011 roku w wersji digital download i 19 sierpnia 2011 roku na CD nakładem EMI oraz Capitol Records. Był promowany przez dwa single: „Ich bin”, wydany 10 czerwca 2011 roku, i „Leben wir jetzt”, wydany 11 listopada 2011 roku. Singel „Ich bin” zajął 80. miejsce na niemieckiej liście przebojów i 53. miejsce na austriackiej liście przebojów.

## Odbiór krytyczny
Laura Weinert z serwisu laut.de dała albumowi jedną gwiazdkę na pięć możliwych, wytykając wydawnictwu „bezmyślną produkcję” i „płaskie teksty”, a ogólne wrażenia z jego słuchania określając jako „pozostawienie dziwnego uczucia w brzuchu, gdzieś pomiędzy mdłościami a osłupieniem”. Kaj Roth z serwisu Melodic.net pochwalił natomiast album za „bardziej dojrzałe brzmienie w porównaniu do teen popu z pierwszych czterech albumów LaFee”, a także stwierdził, że „jest na nim kilka piosenek z potencjałem na stanie się przebojami, a nie tylko pierwszy singel „Ich bin””. 

## Lista utworów
Opracowano na podstawie materiału źródłowego.
| Nr  | Tytuł utworu            | Długość |
| --- | ----------------------- | ------- |
| 1.  | „Herzlich willkommen”   | 2:36    |
| 2.  | „Lass die Puppe tanzen” | 2:38    |
| 3.  | „Alles Gute”            | 3:29    |
| 4.  | „Sonnensystem”          | 3:16    |
| 5.  | „Du allein”             | 3:29    |
| 6.  | „Ich bin”               | 2:57    |
| 7.  | „Fliegen mit mir”       | 2:39    |
| 8.  | „7 Sünden”              | 3:15    |
| 9.  | „Leben wir jetzt”       | 3:15    |
| 10. | „Phönix”                | 2:31    |
| 11. | „Sieh mich an”          | 2:54    |
| 12. | „Danke”                 | 2:55    |
|     |                         | 35:54   |

| Utwór dodatkowy | Utwór dodatkowy     | Utwór dodatkowy |
| Nr              | Tytuł utworu        | Długość         |
| --------------- | ------------------- | --------------- |
| 1.              | „Ich hab dich lieb” | 2:15            |

| Utwór dodatkowy – wersja iTunes | Utwór dodatkowy – wersja iTunes | Utwór dodatkowy – wersja iTunes |
| Nr                              | Tytuł utworu                    | Długość                         |
| ------------------------------- | ------------------------------- | ------------------------------- |
| 1.                              | „Ich lösch dich aus”            | 2:46                            |

## Notowania na listach przebojów
Notowania tygodniowe
| Lista (2011)                        | Pozycja |
| ----------------------------------- | ------- |
| Austria (Ö3 Austria Top 40)         | 21      |
| Niemcy (Offizielle Deutsche Charts) | 14      |
| Szwajcaria (Alben Top 100)          | 34      |